# Construct
Construct ist das zehnte Studioalbum der schwedischen Melodic-Death-Metal-Band Dark Tranquillity. Es erschien am 24. Mai 2013 über Century Media.

## Entstehung
Im April 2012 unterzeichnete die Band einen neuen, über drei Studioalben laufenden Vertrag mit Century Media. Ein halbes Jahr später begann die Band mit den Arbeiten für ein neues Studioalbum. Die Aufnahmen sollten nach einer für November und Dezember 2012 geplanten Europatournee mit der Band Warbringer beginnen, die jedoch abgesagt werden musste. Bevor die Band Anfang 2013 ins Studio ging, trennte sie sich von ihrem Bassisten Daniel Antonsson, der sich mehr auf seine eigenen musikalischen Projekte und sein eigenes Studio kümmern wollte. Der Bass wurde vom Gitarristen Martin Henriksson eingespielt, der laut Sänger Mikael Stanne zum ersten Mal seit 1999 wieder Bass gespielt hat.
Sänger Mikael Stanne beschrieb den Songwritingprozess für Construct für einen der schwierigsten der Bandgeschichte. Alle Musiker hatten unterschiedliche Ansichten darüber, wie das neue Album klingen sollte und es stellte sich als schwierig heraus, passende Kompromisse zu finden. Darüber hinaus gerieten die Musiker in eine Schreibblockade, was Stanne in einem Interview als „frustriendes und niederschmetterndes Gefühl“ beschrieb.

„Wir kamen uns ausgebrannt vor und fühlten uns zu uninspiriert, Neues zu erschaffen. Doch genau in dieser Zeit kam viel Material zustande - wir waren nur unfähig, es zusammenzubasteln und uns darüber zu unterhalten. So wurde das Album zum Elefanten im Raum, über den niemand sprechen wollte.“

Im Gegensatz zu früheren Alben entstanden die Lieder nicht im Proberaum der Band, sondern gleich im Studio. Laut Stanne erhielten die Musiker einen besseren Überblick über die neuen Lieder und konnten die Arrangements bei Bedarf schnell verändern. Durch diese Arbeitsweise habe die Band viel Zeit sparen können. Beim Songwriting legte die Band höheren Wert auf einfachere Melodien. Die Lieder wurden vom Gitarristen Niklas Sundin, dem Keyboarder Martin Brandström und dem Schlagzeuger Anders Jivarp geschrieben. Sänger Mikael Stanne verwendete wieder vermehrt klaren Gesang.
Für das neue Album suchte die Band nach einem anderen Klangbild. In einem Interview erklärte Niklas Sundin, dass das neue Material „viel soundbasierter und auf verschiedenen Stimmungen und Atmosphären aufgebaut“ sei. Aus diesem Grund wollten die Musiker einen Produzenten, der sich „für die feinen Details im Sound interessiert“. Daher wurde Construct von Jonas Bogren in den Fascination Street Studios in Örebro gemischt anstatt wie bisher von Tue Madsen.

## Veröffentlichung
Die amerikanische Version des Albums enthält zusätzlich die Lieder Immemorial und Photon Dreams. Das limitierte Box-Set enthält das Album im Digipak, ein 24-seitiges Booklet und eine Bonus-CD mit den beiden Bonustiteln der amerikanischen Version. Darüber hinaus erschien das Album als Schallplatte mit einer 7″-Single.
Für das Lied Uniformity wurde ein Musikvideo gedreht. Regisseur hierbei war Patric Ullaeus. Laut Niklas Sundin sollte es ein „grundsolides Bandvideo ohne Extras oder Handlung“ sein und zeigt die Band, wie sie das Lied im Proberaum spielt.

## Hintergrund
Die Texte auf dem Album befassen sich mit Enttäuschungen und tiefgehenden Erlebnissen des menschlichen Daseins. Weitere Lieder behandeln von der Kommunikation und dass Menschen immer ehrlich sein sollten. In dem Lied Apathetic verarbeitete Sänger Mikael Stanne die Schreibblockade während der Entstehung des Albums, die bei ihm zunächst zur Frustration führte, ehe er in eine Depression fiel. Durch das Schreiben der Texte konnte er sich aus dieser Lage befreien. Die Erfahrungen aus dieser Zeit spiegelten sich im Albumtitel wider.

„Ein Konstrukt ist eine Kreation von Gedanken, die real wird, wenn man daran glaubt. Vertrauen und der blinde Glaube an etwas spielen ebenso eine Rolle wie Skepsis und die Idee einer rationalen Denkweise. Rationalität ist meist angebrachter als blindes Vertrauen. […] Mich frustrieren viele Dinge, doch wenn ich sie niederschreibe, ins Studio gehe und mir die Seele aus dem Leib schreie, fühle ich mich besser.“

Stanne stellte beim Verfassen seiner Texte Überlegungen an, welche Motivationen den menschlichen Handlungen zugrunde liegen und beobachtete dabei seine Freunde, seine Familie und sich selbst.

## Rezensionen
Construct wurde vom deutschen Magazin Metal Hammer zum Album des Monats gewählt. Laut Katrin Riedl gelang es Dark Tranquillity „ihre Besonderheit und ihren Stellenwert in der Göteborger Szene fest zu untermauern“. Gibt man dem Album Zeit „entfaltet sich ein tief gehendes wie überzeugendes Werk“, wofür Riedl sechs von sieben Punkten vergab. Für Ronny Bittner vom deutschen Magazin Rock Hard „agieren Mikael Stanne & Co. wesentlich mutiger, düsterer und druckvoller“ als auf dem Vorgängeralbum. Bittner lobte die „beklemmende Atmosphäre“, die „harten Grooves“ und das „abwechselungsreiche Songwriting“ und vergab acht von zehn Punkten. Nils Macher vom Onlinemagazin Powermetal.de hingegen bemängelte den „glattgespülten“ Klang des Albums. Besonders die Gitarrenriffs klingen „handzahm und degradieren sich selbst zum Hintergrundrauschen“, wofür Macher sieben von zehn Punkten gab. Enttäuscht zeigte sich Anton Kostudis vom Onlinemagazin Metal.de, für den die zehn Titel „kaum noch etwas von der Energie und der Dynamik vergangener Tage“ bieten. Da Überraschungsmomente und „innovative Gitarrenarbeit“ fehlen gab er fünf von zehn Punkten.

## Chartplatzierungen
| ChartsChartplatzierungen | Höchstplatzierung | Wochen |
| ------------------------ | ----------------- | ------ |
| Deutschland (GfK)        | 37 (1 Wo.)        | 1      |
| Österreich (Ö3)          | 67 (1 Wo.)        | 1      |
| Schweden (GLF)           | 9 (5 Wo.)         | 5      |
| Schweiz (IFPI)           | 68 (1 Wo.)        | 1      |